# Jobinia paranaensis
Jobinia paranaensis är en oleanderväxtart som beskrevs av Fontella och Valente. Jobinia paranaensis ingår i släktet Jobinia och familjen oleanderväxter. Inga underarter finns listade i Catalogue of Life.